# Cámara Nacional de Comercio de San Juan del Río
La Cámara Nacional de Comercio, Servicios y Turismo de San Juan del Río es fundada en el año de 1933 en el municipio de San Juan del Río, uno de los 18 municipios del Estado de Querétaro en México, cuya institución es de interés público, autónoma, con personalidad jurídica y patrimonio propio, constituida conforme a lo dispuesto en la Ley de Cámaras Empresariales y sus confederaciones.

## Descripción
Circunscripción: La Cámara de Comercio, Servicios y Turismo de San Juan del Río tendrá una circunscripción correspondiente al municipio de San Juan del Río y Amealco de Bonfil. Autorización otorgada por la Secretaría de Economía (SE) a nivel nacional. 
Función: La Cámara de Comercio es una institución de interés público, autónoma, con personalidad jurídica y patrimonio propio, constituida conforme a lo dispuesto en la Ley de Cámaras Empresariales y sus Confederaciones. La Cámara estará conformada por Comerciantes, Profesionistas y/o Industriales de la localidad. La "CANACO SERVYTUR" (por sus siglas) representa, promueve y defiende nacional e internacionalmente las actividades de la industria, el comercio, los servicios y el turismo y colaboran con el gobierno para lograr el crecimiento socioeconómico, así como la generación y distribución de la riqueza. Es un órgano de consulta y colaboración del Estado. El gobierno deberá consultarla en todos aquellos asuntos vinculados con las actividades que representan. La actividad de la "CANACO" será la propia de su objeto; no tendrán fines de lucro y se abstendrán de realizar actividades religiosas o partidistas.

## Cronología de Presidentes
- C. Manuel Ugalde (1931 - 1933)
- C. Saturino Salas Baes (1933)
- C. Lucino García (1933 - 1934)
- (1934- 1946)
- C. Cándido Pérez (1946 - 1947)
- (1947- 1958)
- C. Ernesto Callejas Pacheco (1958-1959)
- Dr. Raúl Chavarría Gómez (1959- 1961)
- C. Abraham Cardoso Laguna (1961- 1963)
- C. Leopoldo Borbolla Álvarez (1963- 1965)
- C. Francisco Herrera Aldrighetti (1965- 1967)
- C. Jorge Araiza (1967- 1969)
- C. José Velázquez Quintanar (1969- 1971)
- C. Rogelio Sánchez Ugalde (1971- 1973)
- C. José Layseca Bermúdez (1973- 1975)
- C. Alejandro Balderrama Alfonso (1975- 1977)
- C. David Lamadrid Barrera (1977- 1979)
- C. Francisco Layseca Duarte (1979- 1981)
- C. Manuel López Navarro (1981- 1983)
- Dr. Adolfo Dorantes Vega (1983- 1985)
- C. Antonio Valencia Fragoso (1985- 1987)
- M.V.Z. Jorge Abraham Cardoso Hernández (1987- 1989)
- C. Efraín Hernández López (1989- 1990)
- C. Alfredo Díaz Duran (1990- 1992)
- C. David Lamadrid Barrera (1992)
- C. Felipe Morales Helgueros (1992- 1994)
- C.P. Jorge Cervantes Eguilus (1994- 1996)
- C. Antonio Valencia Fragoso (1996- 1997)
- C. Raúl Zúñiga Chávez (1997- 1999)
- C. Agustín Quintanar Ruíz (1999- 2001)
- Lic. María Guadalupe Jiménez Soto (2001- 2003)
- C. Jesús Flores Pérez (2003- 2005)
- C. Rubén Alvarado Herrera (2005- 2006)
- Ing. José Suárez Carrillo (2006- 2009)
- Lic. Francisco Pájaro Anaya (2009- 2012)
- C. Eugenio Nuñez Arteaga (2012-2015)
- C. Salvador Hernández Yáñez (2015- 2018)
- Ing. Roberto Domínguez Hernández (2018- 2021)
- C. Eduardo Prado Alcántara (2021- 2024)
- Ing. José Guadalupe Román Flores (2024 - 2025)
- Lic. Rocío Hernández Romero (2025 - actualmente en el cargo)